# 레코드 레이블
"빅 3" 음악 레이블
레코드 레이블(영어: record label), 레코드 회사(영어: record company) 또는 간단히 레이블(label)은 음악 녹음 및 뮤직 비디오의 브랜드 또는 상표이거나 이를 소유한 회사이다. 때때로 레코드 레이블은 이러한 브랜드 및 상표를 관리하고 음반 및 뮤직 비디오의 생산, 제작, 유통, 마케팅, 홍보 및 저작권 시행을 조정하는 음악 출판사이며, 동시에 신인 아티스트 발굴 및 개발, 아티스트 자금 지원, 녹음 아티스트 및 그들의 매니저와의 계약 유지를 수행하기도 한다. "레코드 레이블"이라는 용어는 바이닐 레코드 중앙에 있는 원형 레이블에서 유래했으며, 여기에는 제조사 이름과 기타 정보가 명확하게 표시되어 있다.
주류 음악 산업에서, 음반 아티스트들은 전통적으로 소비자 기반을 넓히고, 앨범을 마케팅하며, 스트리밍 서비스, 라디오, 텔레비전에서 싱글을 홍보하기 위해 레코드 레이블에 의존해왔다. 레코드 레이블은 또한 공연자들이 긍정적인 미디어 노출을 얻는 데 도움을 주고, 상점 및 기타 미디어 매장을 통해 상품을 판매할 수 있도록 홍보 담당자를 제공한다.

## 메이저 레코드 레이블 대 독립 레코드 레이블
레코드 레이블은 작고 지역적이며 "독립적"(인디)일 수도 있고, 대규모 국제 미디어 그룹의 일부이거나 그 중간에 있을 수도 있다. 독립 음악 협회(AIM)는 "메이저"를 "음반 또는 뮤직 비디오 판매를 위한 전 세계 시장에서 (그 그룹 내 회사들과 함께) 5% 이상의 점유율을 가진 다국적 기업"으로 정의한다. 2012년 기준, 단 세 개의 레이블만이 "메이저 레이블"이다: 유니버설 뮤직 그룹, 소니 뮤직 엔터테인먼트, 워너 뮤직 그룹. 2014년에 AIM은 메이저 레이블들의 전 세계 시장 점유율이 약 65–70%에 달한다고 추정했다.

## 메이저 레이블

### 현재
| 메이저 레코드 레이블                            | 설립 연도      | 본사                                                                          | 부서                           | 전 세계 시장 점유율 |
| ----------------------------------------------- | -------------- | ----------------------------------------------------------------------------- | ------------------------------ | ------------------- |
| 유니버설 뮤직 그룹 (유로넥스트 암스테르담: UMG) | 1934년 9월     | 힐베르쉼, 노르트홀란트주, 네덜란드 (기업) 샌타모니카, 캘리포니아, 미국 (운영) | 유니버설 뮤직 그룹 레이블 목록 | 31.9%               |
| 소니 뮤직 엔터테인먼트                          | 1929년 9월 9일 | 뉴욕, 뉴욕주, 미국                                                            | 소니 뮤직 레이블 목록          | 22.1%               |
| 워너 뮤직 그룹 (나스닥: WMG)                    | 1958년 4월 6일 | 뉴욕, 뉴욕주, 미국                                                            | 워너 뮤직 그룹 레이블 목록     | 16%                 |

### 과거
레코드 레이블은 종종 "음악 그룹"이라고 불리는 기업 산하 조직의 통제를 받는다. 음악 그룹은 일반적으로 비음악 부문도 종종 포함하는 국제적인 복합기업 "지주회사"와 제휴한다. 음악 그룹은 음악 출판사, 음반(음악 녹음) 제작사, 음반 유통사, 레코드 레이블을 통제하고 구성한다. 음반 회사(제작사, 유통사, 레이블)는 또한 "음반 그룹"을 구성할 수 있으며, 이는 다시 음악 그룹의 통제를 받는다. 음악 그룹 또는 음반 그룹 내의 구성 회사들은 때때로 그룹의 "부서"로 마케팅되기도 한다.
1929년부터 1998년까지는 빅 식스로 알려진 6개의 주요 레코드 레이블이 있었다:
1. 워너 뮤직 그룹
2. EMI
3. 소니 뮤직 엔터테인먼트 (1991년 1월까지 CBS 레코드로 알려짐)
4. BMG (1985년 RCA/아리올라 인터내셔널로 설립)
5. 유니버설 뮤직 그룹 (1996년까지 MCA 뮤직으로 알려짐)
6. 폴리그램

폴리그램은 1999년 유니버설 뮤직 그룹(UMG)에 합병되어 나머지 레코드 레이블들이 빅 파이브로 알려지게 되었다.
2004년, 소니와 BMG는 합작 투자에 합의하고 음반 부문을 합병하여 소니 BMG 레이블을 설립했다 (2008년 합병 후 소니 뮤직 엔터테인먼트로 이름이 변경됨). BMG는 음악 출판 부문을 소니 BMG와 별도로 유지했으며 나중에 BMG 뮤직 퍼블리싱을 UMG에 매각했다. 2007년, 당시 빅 포로 알려진 나머지 레코드 레이블들은 월드 뮤직 시장의 약 70%, 미국 음악 시장의 약 80%를 통제했다.
2012년, EMI의 주요 부문은 소유주인 씨티그룹에 의해 별도로 매각되었다: EMI의 음반 부문 대부분은 UMG에 흡수되었고, EMI 뮤직 퍼블리싱은 소니/ATV 뮤직 퍼블리싱에 흡수되었으며, 마지막으로 EMI의 팔로폰 및 Virgin Classics 레이블은 2013년 7월 워너 뮤직 그룹(WMG)에 흡수되었다. 이로 인해 이른바 빅 쓰리 레이블이 남게 되었다.
2020년과 2021년에 WMG와 UMG는 모두 IPO를 진행했으며, WMG는 나스닥에서, UMG는 유로넥스트 암스테르담에서 거래를 시작하여, 소니 뮤직 엔터테인먼트만이 국제 복합 기업 (소니 엔터테인먼트의 자회사이자 소니 그룹 코퍼레이션의 소유)의 완전 소유 자회사로 남게 되었다.

## 독립 레이블
빅 쓰리의 통제를 받지 않는 레코드 레이블과 음악 출판사는 일반적으로 독립 레이블(인디)로 간주되며, 이들이 복잡한 구조를 가진 대기업이라 할지라도 마찬가지이다. 인디 레이블이라는 용어는 때때로 기업 구조와 규모의 독립적 기준을 준수하는 독립 레이블만을 지칭하는 데 사용되며, 일부는 기업 구조와 관계없이 비주류 음악을 발표하는 거의 모든 레이블을 인디 레이블로 간주한다.
독립 레이블은 종종 아티스트에게 더 친화적이라고 여겨진다. 판매력이 적을 수 있지만, 인디 레이블은 일반적으로 50%의 이익 공유 계약(일명 50-50 계약)으로 더 높은 아티스트 로열티를 제공하는 것이 드물지 않다. 또한, 독립 레이블은 종종 아티스트가 소유하며(항상 그런 것은 아니지만), 아티스트의 결과물의 품질을 제어하려는 의도를 표명하기도 한다. 독립 레이블은 일반적으로 "빅 쓰리"가 이용할 수 있는 자원을 누리지 못하므로 시장 점유율에서 뒤쳐지는 경우가 많다. 그러나 독립 아티스트들은 종종 일반적인 대형 레이블 출시작의 훨씬 작은 제작 비용으로 음반을 녹음하여 수익을 올릴 수 있다. 때로는 훨씬 낮은 판매량으로도 초기 선급금을 회수할 수 있다.
때때로 유명 아티스트들은 음반 계약이 끝나면 독립 레이블로 옮겨간다. 이것은 종종 인지도와 음악에 대한 더 많은 통제력, 그리고 더 많은 로열티 이익을 동시에 얻는 이점을 제공한다. 돌리 파튼, 에이미 맨, 프린스, 퍼블릭 에너미 등과 같은 아티스트들이 이러한 방식으로 활동했다. 역사적으로, 이러한 방식으로 시작된 회사들은 메이저 레이블에 재흡수되었다(두 가지 예로는 미국 가수 프랭크 시나트라의 리프리즈 레코드가 있는데, 이 회사는 현재 워너 뮤직 그룹이 소유하고 있으며, 음악가 허브 앨퍼트의 A&M 레코드는 현재 유니버설 뮤직 그룹이 소유하고 있다). 마찬가지로, 마돈나의 매버릭 레코드(마돈나가 매니저 및 다른 파트너와 함께 시작)는 마돈나가 회사의 지배 지분을 분할 매각했을 때 워너 뮤직의 통제하에 들어갈 예정이었다.
일부 독립 레이블은 메이저 음반 회사가 레이블의 음악을 유통하거나, 경우에 따라 레이블을 완전히 매입하여 음반사나 하위 레이블로 기능하도록 계약을 협상할 만큼 성공한다.

## 임프린트
회사명이 아닌 상표나 브랜드로 사용되는 레이블을 임프린트라고 하는데, 이는 출판 분야의 유사한 개념에서 사용되는 용어이다. 임프린트는 종종 모체 레이블의 "단위" 또는 "부서"로 마케팅되지만, 대부분의 경우 모체 레이블의 가명으로 작동하며 별도의 사업 운영이나 별개의 사업 구조로 존재하지는 않는다(비록 상표가 때때로 등록되기는 하지만).
음반 레이블은 특정 음악 그룹에게 브랜딩의 일부로 임프린트를 부여할 수 있으며, 다른 임프린트는 해당 레이블의 부수적인 사업과 같은 다른 활동을 수용하는 역할을 한다.

## 서브레이블
음악 수집가들은 종종 서브레이블이라는 용어를 임프린트 또는 하위 레이블 회사(예: 그룹 내 회사)를 지칭하는 데 사용한다. 예를 들어, 1980년대와 1990년대에 4th & B'way Records("브로드웨이"로 발음됨)는 영국에서 아일랜드 레코드 유한회사가 소유하고 미국에서는 하위 지점인 아일랜드 레코드 인코퍼레이티드가 소유한 등록 상표였다. 미국에서 판매된 4th & 브로드웨이 음반의 중앙 레이블에는 일반적으로 4th & B'way 로고가 찍혀 있었고, 작은 글씨로 "4th & B'way™, 아일랜드 레코드 인코퍼레이티드 회사"라고 명시되어 있었다. 레이블을 브랜드로 논의하는 수집가들은 4th & B'way가 단순히 "아일랜드" 또는 "아일랜드 레코드"의 서브레이블 또는 임프린트라고 말할 것이다. 마찬가지로, 기업과 상표를 동일하게 취급하기로 선택한 수집가들은 4th & B'way가 아일랜드 레코드 유한회사와 그 회사의 서브레이블인 아일랜드 레코드 인코퍼레이티드 모두의 임프린트 및 서브레이블이라고 말할 수 있다. 그러나 이러한 정의는 1989년(아일랜드가 폴리그램에 매각될 때)과 1998년(폴리그램이 유니버설과 합병될 때)에 발생한 기업 합병으로 인해 복잡해진다. 폴리그램은 머큐리, 아일랜드, 모타운을 포함한 서브레이블을 소유했다. 아일랜드는 미국과 영국 모두에서 법인으로 등록되어 있었지만, 브랜드에 대한 통제권은 새로운 회사들이 설립되면서 여러 차례 변경되어, 서브레이블의 "모회사"로서의 기업의 구별이 약화되었다.

## 베니티 레이블
베니티 레이블은 아티스트의 소유 또는 통제라는 인상을 주는 인쇄물을 표방하지만, 실제로는 표준적인 아티스트/레이블 관계를 나타내는 레이블이다. 이러한 계약에서 아티스트는 레이블 이름 사용 외에는 아무것도 통제하지 않지만, 자신의 작품 포장에 대해 더 큰 발언권을 가질 수 있다. 그러한 레이블의 예로는 ABC가 영국 Phonogram Inc.에 있을 때 소유했던 뉴트론 레이블이 있다. 한때 아티스트 리지 티어(ABC와 계약)가 이 레이블에 등장했지만, 이 레이블은 거의 전적으로 ABC의 작품에만 전념했으며(비록 Phonogram이 레이블에서 발매된 모든 작품의 마스터를 소유하고 있지만) 현재도 그들의 재발매에 사용되고 있다.
그러나 특정 아티스트에게 전념하는 모든 레이블이 완전히 피상적인 기원을 가지는 것은 아니다. 많은 아티스트들이 경력 초기에 자신만의 레이블을 만들고, 이 레이블은 나중에 더 큰 회사에 의해 인수된다. 이 경우 아티스트는 대형 레이블과 직접 계약하는 것보다 더 큰 자유를 누릴 수 있다. 이러한 종류의 레이블에는 나인 인치 네일스의 트렌트 레즈너가 소유한 Nothing Records; 코퍼 템플 클로스가 소유한 모닝 레코드(이 회사는 RCA에 인수되기 전까지 수년간 EP를 발매했다) 등 많은 예가 있다.

## 아티스트와의 관계
아티스트와 레이블이 협력하기를 원할 때, 아티스트가 직접 레이블에 연락했든(보통 팀에 데모를 보내는 방식), 아니면 레이블의 아티스트 & 레퍼토리 팀이 아티스트를 스카우트하여 직접 연락했든, 그들은 보통 계약 관계를 맺는다.
레이블은 일반적으로 아티스트의 음반 판매 가격에 대한 로열티를 대가로 아티스트의 음반을 판매하기 위해 독점적인 음반 계약을 체결한다. 계약은 짧거나 긴 기간 동안 연장될 수 있으며, 특정 음반을 언급할 수도 있고 아닐 수도 있다. 성공적인 기성 아티스트들은 자신에게 더 유리한 조건으로 계약을 재협상할 수 있는 경향이 있지만, 프린스와 워너 브라더스 레코드 사이의 1994–1996년의 대대적으로 알려진 불화가 강력한 반례를 제공하며, 로저 맥귄이 2000년 7월 미국 상원 위원회에서 더 버즈가 그들의 최대 히트곡인 "Mr. Tambourine Man"과 "Turn! Turn!, Turn!"에 대해 약속받았던 로열티를 전혀 받지 못했다고 주장한 것도 마찬가지이다.
계약은 아티스트가 완성된 음반을 레이블에 제공하거나, 레이블이 아티스트와 함께 음반 녹음을 수행하도록 규정한다. 녹음 이력이 없는 아티스트의 경우, 레이블은 종종 프로듀서, 녹음실, 추가 음악가, 녹음할 곡을 선택하는 데 관여하며, 녹음 세션의 결과물을 감독할 수 있다. 기성 아티스트의 경우, 레이블은 보통 녹음 과정에 덜 관여한다.
레코드 레이블과 아티스트의 관계는 어려울 수 있다. 많은 아티스트가 만들고 싶은 사운드나 노래의 종류에 대해 레이블과 갈등을 겪었으며, 이로 인해 아티스트의 작품이나 제목이 발매 전에 변경될 수 있다. 다른 아티스트들은 음악 발매가 지연되거나 보류되는 경우도 있었다. 레코드 레이블은 일반적으로 아티스트가 레이블이 원하는 요청이나 변경 사항을 따를 경우 앨범이 더 잘 팔릴 것이라고 믿기 때문에 이러한 조치를 취한다. 때로는 레코드 레이블의 결정이 상업적인 관점에서 신중한 것이지만, 이러한 결정은 아티스트들이 자신의 예술이 그러한 행동으로 인해 훼손되거나 잘못 표현되고 있다고 느끼게 하여 좌절감을 줄 수 있다.
다른 경우, 음반 레이블은 해당 아티스트를 전혀 홍보할 의도 없이 아티스트의 앨범을 보류하기도 한다. 보류 이유는 레이블이 다른 아티스트에 자원을 집중하기로 결정했거나, 레이블이 아티스트를 계약하고 그들의 비전을 지지하는 사람이 더 이상 존재하지 않는 구조 조정을 겪고 있기 때문일 수 있다. 극단적인 경우, 음반 레이블은 아티스트의 음악 발매를 수년간 막으면서도 계약에서 아티스트를 해방시키기를 거부하여 아티스트를 공중분해 상태에 놓을 수 있다. 자신의 음악 소유권 및 통제권을 두고 레이블과 분쟁을 겪은 아티스트로는 테일러 스위프트, 티나셰, 메건 디 스탤리언, 켈리 클락슨, 30 세컨즈 투 마스, 클립스, 시에라, 조조, 미셸 브랜치, 케샤, 칸예 웨스트, 루페 피아스코, 폴 매카트니, 그리고 조니 캐시가 있다.
음반 산업 초기에는 어떤 아티스트의 성공에도 음반 레이블이 절대적으로 필요했다. 신인 아티스트나 밴드의 첫 번째 목표는 가능한 한 빨리 계약을 맺는 것이었다. 1940년대, 1950년대, 1960년대에는 많은 아티스트들이 음반 회사와 계약을 맺기 위해 너무나 필사적이어서 때로는 음반에 대한 권리를 영원히 음반 레이블에 팔아넘기는 계약에 서명하기도 했다. 엔터테인먼트 법 변호사들은 보통 아티스트들이 계약 조건을 논의하기 위해 고용된다.
인터넷과 같은 발전된 기술 덕분에 레이블의 역할은 급변하고 있다. 아티스트들은 온라인 라디오, P2P 파일 공유(비트토렌트 등), 기타 서비스를 통해 자신의 자료를 거의 또는 전혀 비용 없이 자유롭게 배포할 수 있지만, 그에 상응하게 낮은 재정적 수익을 얻는다. 나인 인치 네일스와 같이 메이저 레이블의 지원을 받아 경력을 쌓은 기성 아티스트들은 녹음 산업의 비협조적인 성격이 음악가, 팬, 그리고 산업 전체에 해를 끼치고 있다고 주장하며 메이저 레이블과의 계약 종료를 발표했다. 그러나 나인 인치 네일스는 나중에 메이저 레이블과 다시 협력했는데, 이는 메이저 레이블이 제공할 수 있는 국제적인 마케팅 및 홍보 범위가 필요했음을 인정한 것이다. 라디오헤드 또한 EMI와의 계약 종료 시 비슷한 동기를 언급하며 그들의 앨범 In Rainbows를 온라인 다운로드 형태로 "원하는 만큼 지불"하는 판매 모델로 발매했지만, 그들도 기존 방식의 발매를 위해 레이블로 돌아왔다. 연구에 따르면 레코드 레이블이 여전히 대부분의 유통 접근권을 통제하고 있다.

## 새로운 레이블 전략
컴퓨터와 인터넷 기술은 파일 공유 및 팬 직접 판매 디지털 유통의 증가로 이어졌고, 최근 몇 년간 음반 판매가 급감했다. 레이블과 조직은 전략과 아티스트와의 작업 방식을 변경해야 했다. "다중 권리" 또는 "360도" 계약이라고 불리는 새로운 유형의 계약이 아티스트와 체결되고 있으며, 레이블은 아티스트의 투어, 상품 판매, 보증에 대한 권리와 비율을 얻는다. 이러한 권리에 대한 대가로 레이블은 일반적으로 아티스트에게 더 높은 선급금을 지급하고, 아티스트 개발에 더 많은 인내심을 가지며, CD 판매의 더 높은 비율을 지불한다. 이러한 360도 계약은 아티스트가 확고한 팬 기반을 가지고 있을 때 가장 효과적이다. 이러한 이유로 레이블은 이제 아티스트 개발에 더 유연해야 하는데, 이러한 유형의 계약에서는 장기적인 성공이 중요하기 때문이다. 파라모어, Maino, 심지어 마돈나도 이러한 유형의 계약을 체결했다.
애틀랜틱 레코드가 아티스트에게 제안한 실제 360도 계약을 살펴보면 그 구조의 변형을 알 수 있다. 애틀랜틱의 문서에 따르면 아티스트 계약을 위해 기존 현금 선급금을 제공하며, 아티스트는 비용 상환 후 판매에 대한 로열티를 받는다. 그러나 아티스트의 첫 앨범 발매와 함께 레이블은 모든 투어, 상품, 보증, 팬클럽 수수료에서 발생하는 순이익의 30%를 대가로 추가 20만 달러를 지불할 수 있는 선택권을 가진다. 애틀랜틱은 또한 공연팀의 투어 일정과 아티스트가 고용한 특정 투어 및 상품 판매 직원의 급여를 승인할 권리도 갖는다. 또한, 레이블은 아티스트에게 레이블 앨범 수익의 30%를 제공하며(만약 있다면), 이는 일반적인 업계 로열티인 15%보다 개선된 것이다.

### 인터넷 및 디지털 레이블
인터넷이 음악을 얻는 주요 원천이 되면서 넷레이블이 등장했다. 넷레이블의 이념에 따라 아티스트의 음악 파일은 무료로 다운로드되거나 페이팔 또는 다른 온라인 결제 시스템을 통해 유료로 제공될 수 있다. 이러한 레이블 중 일부는 직접 다운로드 외에도 실제 CD를 제공한다. 디지털 레이블은 '넷' 레이블의 최신 버전이다. '넷' 레이블이 무료 사이트로 시작된 반면, 디지털 레이블은 주요 레코드 레이블에 더 많은 경쟁을 의미한다.

### 오픈 소스 레이블
새로운 세기는 오픈 소스 또는 오픈 콘텐츠 레코드 레이블의 현상을 가져왔다. 이들은 자유 소프트웨어 및 오픈 소스 운동과 리눅스의 성공에서 영감을 받았다.

### 레이블로서의 출판사
2000년대 중반, 일부 음악 출판사들은 전통적으로 레이블이 하던 작업을 수행하기 시작했다. 예를 들어, 소니/ATV 뮤직 출판사는 소니 그룹 내의 연결을 활용하여 엘리엇 야민의 데뷔 앨범을 적절한 레이블과의 계약을 기다리는 대신 활동을 중단한 소니 소유의 임프린트를 통해 제작, 녹음, 유통, 홍보했다.

## 같이 보기
- 레코드 레이블 목록
- 가장 큰 음악 거래 목록
- 스트리밍
- 화이트 레이블 음반
- 메이저 영화사, "빅 5" (위 세 회사를 모두 포함)